# Israel Adrián Caetano
Israel Adrián Caetano, conocido también simplemente como Adrián Caetano (Montevideo, 20 de diciembre de 1969) es un guionista y director de cine y televisión uruguayo radicado desde joven en Argentina.

## Biografía
Israel Adrián Caetano, director y guionista de cine y televisión, hijo de padre brasileño y madre uruguaya, lo mismo que su hermano Nicolás, nació en Montevideo, Uruguay el 20 de diciembre de 1969 y con 14 años se mudó a Córdoba, Argentina. Su padre, un cinéfilo, era proyectorista de cine en una Iglesia de Villa del Cerro en Uruguay, la iglesia no podía tocar la programación de lo que allí se proyectaba. Quizás debido a esto, eligió el cine y la televisión como un lenguaje de libertad, un lugar para poder reflejar lo que pasa en la vida sin medias tintas.
Caetano desarrolló su carrera en Argentina desde el comienzo. En 1992, hizo su primer cortometraje, Visite Carlos Paz. Luego empezó a obtener cierto reconocimiento en los círculos cinéfilos y de crítica especializada con su ya clásico cortometraje de misterio y suspenso Cuesta abajo, el que fue lanzado en 1995 como parte del primer volumen de la aclamada serie de películas argentinas de antología Historias breves. Poco después, su multi premiado largometraje y ópera prima Pizza, birra, faso (1997) marcó un hito en su carrera, y es ampliamente considerada como una de las películas mas icónicas del llamado Nuevo cine argentino.
Con Bolivia (2001) Caetano alcanza consideración internacional. En 2002 dirige su tercer largometraje, Un oso rojo (2002), que lo termina de consagrar como uno de los máximos directores latinoamericanos y al mismo tiempo como un importante autor de género en el mercado internacional. Ese mismo año llega a la televisión por primera vez, creando y dirigiendo la —ahora clásica— miniserie policial Tumberos (emitida por América TV), con la cual obtiene el Martín Fierro a Mejor Director.
En el año 2003, dirige Disputas (emitida por Telefe), una miniserie de comedia dramática y humor negro que fue muy popular e importante para la TV argentina del momento, y con la que es nuevamente premiado en el mercado internacional. En el año 2006, compite por la Palma de oro del Festival Internacional de Cine de Cannes por Crónica de una fuga (2006). En 2009 obtuvo una Mención de honor en el Festival Internacional de San Sebastián por Francia (2010).
En 2022 estrena Togo, una película uruguaya de suspenso y drama que fue realizada como una producción original para Netflix.

## Filmografía

### Director y guionista
- Togo (2022)[1][2]
- El otro hermano (2017) [3]
- Mala (2013)
- NK: El documental (2011 - No estrenada en cines)
- Francia (2010)
- Crónica de una fuga (2006)
- Sangre roja, 100 años de gloria (mediometraje - 2005)
- 18-J (2004)
- Después del mar (2003) (telefilm)
- Un oso rojo (2002)
- Bolivia (2001)
- La cautiva (2001) (telefilm)
- Historias de Argentina en Vivo (2001)
- La expresión del deseo (mediometraje - 1998)
- Pizza, birra, faso (1997)
- No necesitamos de nadie (corto - 1996)
- Cuesta abajo (corto - 1995)
- Calafate (corto - 1994)
- Blanco y negro (corto - 1993)
- Visite Carlos Paz (corto - 1992)

### Ayudante de dirección
- Comisario Ferro (1999)

## Televisión
- Midnight Family (Apple TV+, 2024)
- Puerta 7 (Netflix, 2020)
- Apache, la vida de Carlos Tévez (Netflix, 2019)
- Sandro de América (Telefe, 2018)
- El marginal (TV Pública-Netflix, 2016-2022)
- Prófugos (HBO, 2013)
- Lo que el tiempo nos dejó (Telefe, 2010)
- Sexo seguro (2007)
- Disputas (Telefe, 2003)
- Tumberos (América TV, 2002)

## Premios y nominaciones
Premios Cóndor de Plata
| Año  | Categoría            | Película            | Resultado |
| ---- | -------------------- | ------------------- | --------- |
| 1999 | Mejor película       | Pizza, birra, faso  | Ganador   |
| 1999 | Mejor ópera prima    | Pizza, birra, faso  | Ganador   |
| 1999 | Mejor director       | Pizza, birra, faso  | Nominado  |
| 1999 | Mejor guion original | Pizza, birra, faso  | Ganador   |
| 2003 | Mejor película       | Bolivia             | Nominado  |
| 2003 | Mejor guion adaptado | Bolivia             | Ganador   |
| 2003 | Mejor película       | Un oso rojo         | Nominado  |
| 2003 | Mejor director       | Un oso rojo         | Nominado  |
| 2003 | Mejor guion original | Un oso rojo         | Nominado  |
| 2007 | Mejor película       | Crónica de una fuga | Ganador   |
| 2007 | Mejor director       | Crónica de una fuga | Nominado  |
| 2007 | Mejor guion adaptado | Crónica de una fuga | Ganador   |
| 2014 | Mejor documental     | NK                  | Nominado  |

Festival Internacional de Cine de San Sebastián
| Año  | Categoría                            | Película | Resultado |
| ---- | ------------------------------------ | -------- | --------- |
| 2001 | Premio Made in Spanish               | Bolivia  | Ganador   |
| 2009 | Premio Horizontes - Mención especial | Francia  | Ganador   |

Otros premios
- 2021, Premio Konex - Diploma al Mérito como uno de los 5 mejores Directores de Televisión de la década en la Argentina.
- 2018, Premio Martín Fierro al mejor director, por Sandro de América
- 2011, Premio Konex - Diploma al Mérito como uno de los 5 mejores Directores de Televisión de la década en la Argentina.
- 2002, Premio Especial del Jurado, Festival de Cine de La Habana, por Un oso rojo
- 2002, Mención especial ICCI, Muestra de Cine Latinoamericano de Lérida, por Bolivia
- 2002, Mención especial, Muestra de Cine Latinoamericano de Lérida, por Bolivia
- 2002, Premio KNF, Festival Internacional de Cine de Róterdam, por Bolivia
- 2002, Premio Martín Fierro al mejor director, por Tumberos
- 2001, Premio de la Crítica Joven al mejor realizador, Festival de Cine de Cannes, por Bolivia
- 2001, Premio de la FIPRESCI, Festival de Cine de Londres, por Bolivia
- 1998, Premio de la FIPRESCI, Festival Internacional de Cine de Friburgo, por Pizza, birra, faso
- 1998, Gran Premio, Festival Internacional de Cine de Friburgo, por Pizza, birra, faso
- 1998, Kikito de Oro al mejor director, Festival de Cine de Gramado, por Pizza, birra, faso
- 1998, Kikito de Oro a la mejor película, Festival de Cine de Gramado, por Pizza, birra, faso
- 1998, Kikito de Oro al mejor guion, Festival de Cine de Gramado, por Pizza, birra, faso
- 1998, Gran Premio, Festival de Cine Latinoamericano de Toulouse, por Pizza, birra, faso